# Carson Tyler
Carson Tyler (9 de junio de 2004) es un deportista estadounidense que compite en saltos de trampolín y plataforma.
Ganó dos medallas de bronce en el Campeonato Mundial de Natación, en los años 2022 y 2025. Participó en los Juegos Olímpicos de París 2024, ocupando el cuarto lugar en la prueba de trampolín 3 m.

## Palmarés internacional
| Campeonato Mundial | Campeonato Mundial  | Campeonato Mundial | Campeonato Mundial           |
| Año                | Lugar               | Medalla            | Prueba                       |
| ------------------ | ------------------- | ------------------ | ---------------------------- |
| 2022               | Budapest (Hungría)  | Medalla de bronce  | Plataforma 10 m sincro mixto |
| 2025               | Singapur (Singapur) | Medalla de bronce  | Plataforma 10 m sincro       |